# Capo di stato maggiore della difesa
Il capo di stato maggiore della difesa è un ufficiale generale delle forze armate della Repubblica Italiana, che dipende direttamente dal ministro della difesa ed è il vertice dell'area tecnico-operativa del Ministero della difesa.

## Storia
Il 4 maggio 1925 fu istituita la carica di capo di stato maggiore generale, per un biennio assommata anche a quella di capo di stato maggiore del Regio Esercito, dai cui ranghi doveva provenire. Nel giugno 1941 lo Stato Maggiore Generale venne trasformato per esigenze belliche in Comando Supremo italiano, configurazione che mantenne fino al 31 maggio 1945, quando tornò ad essere capo di Stato maggiore generale, ma con compiti soprattutto consultivi e non più sovraordinato ai capi di stato maggiore di forza armata.
Dopo l'avvento della repubblica, con decreto del capo provvisorio dello Stato 4 febbraio 1947, n. 17, col governo De Gasperi III i ministeri della guerra, della marina e dell'aeronautica, furono soppressi e le loro competenze unificate nel Ministero della difesa. Con il d.lgs. 21 aprile 1948, n.955, il Capo di Stato Maggiore Generale assumeva la denominazione di “Capo di Stato Maggiore della Difesa” e posto alle dipendenze del Ministro della Difesa. Vedeva potenziate le proprie attribuzioni, tornando alle sue dirette dipendenze i singoli Capi di Stato Maggiore di Forza armata.
Con la legge delega del 12 dicembre 1962 n. 1862, furono riorganizzati gli stati maggiori delle Forze armate, e il capo di stato maggiore della difesa fu una sorta di “primus inter pares” con i capi di stato maggiore di ciascuna forza armata.
Per effetto della legge n. 25 del 18 febbraio 1997 di ristrutturazione dei vertici delle forze armate, il Capo di Stato maggiore della difesa è posto in posizione sovraordinata rispetto ai singoli capi di Stato maggiore delle forze armate, e alle dirette dipendenze del Ministro della difesa, quale responsabile dell’organizzazione militare ed in particolare della pianificazione, della predisposizione e dell’impiego delle forze armate nel loro complesso.
Tale legge ha conferito al Capo di Stato maggiore della difesa il ruolo di guida dello strumento militare nel suo insieme, nella duplice veste di Capo di Stato maggiore in quanto tale e di Comandante in capo.
Nel 2000 l'Arma dei carabinieri è stata elevata al rango di forza armata, ma resta il divieto per un ufficiale generale dell'Arma a essere nominato al vertice delle forze armate.
Dal 2010 la carica e le attribuzioni sono stabiliti dal codice dell'ordinamento militare (decreto legislativo 15 marzo 2010, n. 66), in particolare dagli articoli 25, 26 e 27.

## Struttura

### Capo di stato maggiore della difesa
Il capo di stato maggiore della difesa è un ufficiale generale dell'Esercito Italiano, della Marina Militare o dell'Aeronautica Militare, che per essere nominato deve avere uno dei seguenti gradi:
| Esercito Italiano                                 | Marina Militare                              | Aeronautica Militare                             |
| ------------------------------------------------- | -------------------------------------------- | ------------------------------------------------ |
| generale di corpo d'armata con incarichi speciali | ammiraglio di squadra con incarichi speciali | generale di squadra aerea con incarichi speciali |
| generale di corpo d'armata                        | ammiraglio di squadra                        | generale di squadra aerea                        |

Il vice del capo di stato maggiore della difesa è il capo di stato maggiore di forza armata più anziano. Il Sottocapo di Stato maggiore della difesa è invece il capo dello staff dello Stato maggiore.

### Nomina
Il capo di stato maggiore della difesa viene nominato tramite d.P.R., previa deliberazione del Consiglio dei ministri, su proposta del ministro della difesa.

### Gradi di generale e ammiraglio
Dal 1997, quando viene nominato, il militare riceve il grado di generale (nel caso di Esercito e Aeronautica) o ammiraglio (nel caso della Marina), che sono i gradi massimi delle forze armate italiane.

Distintivo di grado per generale (Esercito)
Distintivo di grado per ammiraglio (Marina)
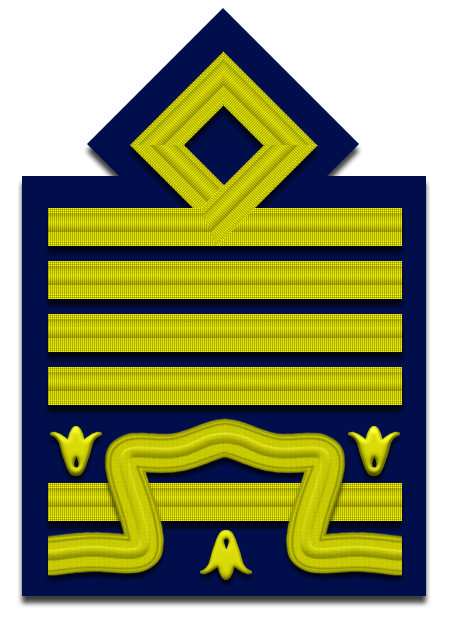
Distintivo di grado per generale (Aeronautica)

Nessun altro militare può assumere questi gradi, anche se il militare non fa parte della stessa forza armata di cui fa parte il capo di stato maggiore della difesa.

## Dipendenze gerarchiche
Dal capo di stato maggiore della difesa dipendono gerarchicamente:
- il capo di stato maggiore dell'Esercito italiano;
- il capo di stato maggiore della Marina Militare;
- il capo di stato maggiore dell'Aeronautica Militare;
- il comandante generale dell'Arma dei Carabinieri, limitatamente ai compiti militari devoluti alla forza armata;
- il Segretario generale della difesa e il Direttore nazionale degli armamenti.

Il ministro della Difesa per le attribuzioni tecnico/operative si avvale del capo di stato maggiore della Difesa che regge appunto l'area tecnico/operativa essendo organo di vertice militare delle forze armate e anello di congiunzione tra il vertice politico/strategico e i vertici militari, mentre per quelle tecnico-amministrative e tecnico/industriali si avvale del segretario generale della difesa/direttore nazionale degli Armamenti SGD/DNA, che dipende per i compiti tecnico/amministrativi dal ministro della difesa e per quelli tecnico-operativi dal Capo di SMD.
Alle dirette dipendenze del Capo di SMD è il Sottocapo di Stato maggiore della difesa, che è il capo dello staff dello stato maggiore della difesa.
In caso di assenza, impedimento o vacanza della carica, il Capo di SMD è sostituito dal più anziano in carica tra i Capi di stato maggiore di Forza armata.

## Compiti attribuiti
Il capo di stato maggiore della difesa, dal 1998, per esercitare i suoi compiti si avvale di due organismi paritetici:
- Stato maggiore della difesa
- Comando operativo di vertice interforze[11]

Art. 26, comma 1
Il capo di stato maggiore della difesa, in base alle direttive imposte dal ministro della Difesa, è il responsabile della pianificazione, della predisposizione e dell'impiego delle forze armate e predispone, dopo aver sentito i capi di stato maggiore delle varie forze armate e il comandante generale dell'Arma dei carabinieri, la pianificazione generale finanziaria e quella operativa interforze e definisce i conseguenti programmi tecnico-finanziari.
Inoltre, il capo di stato maggiore della difesa assicura i rapporti con le corrispondenti autorità militari degli altri Stati e può proporre di fare emanare un decreto dal ministro della Difesa per la riorganizzazione delle forze armate.
Il Capo di SMD è sentito dal Ministro della Difesa per:
- la nomina del Comandante Generale dell’Arma dei Carabinieri, del  Comandante Operativo di vertice Interforze  e del S.G.D.;
- la nomina dei CC.SS.MM. di F.A.;
- la destinazione negli incarichi di F.A. dei Generali di Corpo d’Armata (e gradi corrispondenti);
- gli Ufficiali da impiegare all’estero, negli incarichi interforze e presso altri dicasteri.

Polizia militare (Art, 26, comma 2)
Il capo di stato maggiore della difesa coordina e controlla l'attività di polizia militare, servendosi del Comando generale dell'Arma dei carabinieri per l'elaborazione delle disposizioni di carattere tecnico.
Consiglio di difesa
Inoltre, il capo di stato maggiore della difesa è membro di diritto del Consiglio supremo di difesa, organo di rilievo costituzionale presieduto dal capo dello Stato.
Comandi dipendenti
- Comando interforze per le operazioni delle forze speciali
- Comando per le operazioni in rete
- Comando delle operazioni spaziali

## Comitato dei capi di stato maggiore delle forze armate
Il comitato dei capi di stato maggiore delle forze armate è l'organo di consulenza del capo di stato maggiore della difesa, che lo presiede.
È composto dai capi di stato maggiore di forza armata, dal comandante generale dell'Arma dei carabinieri e dal segretario generale della difesa.

## Cronotassi dei capi di stato maggiore della difesa
Elenco dei capi di stato maggiore della difesa (fino al 1947 capi di stato maggiore generale) dal 1925 ad oggi.

### Capo di stato maggiore generale
| Nome                                 | In carica                               |
| ------------------------------------ | --------------------------------------- |
| maresciallo d'Italia Pietro Badoglio | dal 4 maggio 1925 al 4 dicembre 1940    |
| maresciallo d'Italia Ugo Cavallero   | dal 5 dicembre 1940 al 1º febbraio 1943 |
| generale d'armata Vittorio Ambrosio  | dal 2 febbraio 1943 al 18 novembre 1943 |
| maresciallo d'Italia Giovanni Messe  | dal 19 novembre 1943 al 1º maggio 1945  |
| generale d'armata Claudio Trezzani   | dal 2 maggio 1945 al febbraio 1947      |

### Capo di stato maggiore della difesa
| Nome                                                             | In carica                                |
| ---------------------------------------------------------------- | ---------------------------------------- |
| generale d'armata Claudio Trezzani                               | dal febbraio 1947 al 1º dicembre 1950    |
| generale di corpo d'armata Luigi Efisio Marras                   | dal 2 dicembre 1950 al 15 aprile 1954    |
| generale di corpo d'armata Giuseppe Mancinelli                   | dal 16 aprile 1954 al 31 marzo 1959      |
| generale di corpo d'armata Aldo Rossi                            | dal 1º aprile 1959 al 31 gennaio 1966    |
| generale di corpo d'armata Giuseppe Aloia                        | dal 1º febbraio 1966 al 24 febbraio 1968 |
| generale di corpo d'armata Guido Vedovato                        | dal 25 febbraio 1968 al 14 gennaio 1970  |
| generale di corpo d'armata Enzo Marchesi                         | dal 15 gennaio 1970 al 31 luglio 1972    |
| ammiraglio di squadra Eugenio Henke                              | dal 1º agosto 1972 al 31 gennaio 1975    |
| generale di corpo d'armata Andrea Viglione                       | Dal 1º febbraio 1975 al 31 gennaio 1978  |
| generale di squadra aerea Francesco Cavalera                     | dal 1º febbraio 1978 al 31 gennaio 1980  |
| ammiraglio di squadra Giovanni Torrisi                           | dal 1º febbraio 1980 al 2 settembre 1981 |
| generale di corpo d'armata Vittorio Santini                      | dal 3 settembre 1981 al 12 ottobre 1983  |
| generale di squadra aerea Lamberto Bartolucci                    | dal 13 ottobre 1983 all'8 gennaio 1986   |
| generale di corpo d'armata Riccardo Bisogniero                   | dal 9 gennaio 1986 al 31 marzo 1988      |
| ammiraglio di squadra Mario Porta                                | dal 1º aprile 1988 al 31 marzo 1990      |
| generale di corpo d'armata Domenico Corcione                     | dal 1º aprile 1990 al 31 dicembre 1993   |
| ammiraglio di squadra (poi ammiraglio, 4 stelle) Guido Venturoni | dal 1º gennaio 1994 al 14 febbraio 1999  |
| generale (aeronautica) Mario Arpino                              | dal 15 febbraio 1999 al 31 marzo 2001    |
| generale Rolando Mosca Moschini                                  | dal 1º aprile 2001 al 9 marzo 2004       |
| ammiraglio Giampaolo Di Paola                                    | dal 10 marzo 2004 all'11 febbraio 2008   |
| generale (aeronautica) Vincenzo Camporini                        | dal 12 febbraio 2008 al 17 gennaio 2011  |
| generale Biagio Abrate                                           | dal 18 gennaio 2011 al 30 gennaio 2013   |
| ammiraglio Luigi Binelli Mantelli                                | dal 31 gennaio 2013 al 27 febbraio 2015  |
| generale Claudio Graziano                                        | dal 28 febbraio 2015 al 5 novembre 2018  |
| generale (aeronautica) Enzo Vecciarelli                          | dal 6 novembre 2018 al 5 novembre 2021   |
| ammiraglio Giuseppe Cavo Dragone                                 | dal 6 novembre 2021 al 3 ottobre 2024    |
| generale Luciano Portolano                                       | dal 4 ottobre 2024                       |